# 大塚弥之助
大塚 弥之助（おおつか やのすけ、1903年（明治36年）7月11日 - 1950年（昭和25年）8月7日）は、日本の地質学者である。

## 来歴
東京・日本橋で生まれ、東京高等師範学校附属中学校から静岡高等学校を経て、東京帝国大学理学部地質学教室を1929年（昭和4年）に卒業した。在学中は小沢儀明から地史学の方法を、辻村太郎から地形学の方法を、徳永重康からは新生代生物層序の方法を学んだ。
卒業後は同大学地震研究所の助手として勤務した。大塚の地球科学における研究は広い範囲におよび、地形学・地球物理学・層位学・古生物学・地史学・構造地質学にわたっている。在学中に四国の四万十川の曲流地形を調査し、『地理学評論』に論文を発表した。地震研究所ではもっぱら日本列島の新生界の調査研究に専念し、1937年（昭和12年）に東京帝国大学理学部地質学鉱物学教室の講師として新生代層位学の教授に任命され、また東京文理科大学の自然地理学の教授も兼任した。
下末吉台地、下末吉海進の命名の元となった下末吉層の発見命名者である。